# Les Secrets du Rabbin Simon ben Yohai
 (septembre 2020).
Les Secrets du rabbin Simon ben Yohai est une apocalypse juive du milieu du VIIIe siècle, qui présente une interprétation judaïque messianique de la conquête arabe du début du VIIe siècle et qui semble confirmer l'authenticité d'interprétations similaires trouvées dans la Doctrina Jacobi.
Quand il vit le royaume d'Ismaël qui allait arriver, il commença à dire : « N'était-ce pas assez, ce que le méchant royaume d'Edom nous a fait, mais nous devons aussi avoir le royaume d' Ismaël ? » Aussitôt Métatron, le prince du visage, répondit et dit : « Ne crains pas, fils de l'homme, car le Saint, béni soit-Il, n'apporte le royaume d'Ismaël que pour te sauver de cette méchanceté. Il élève sur eux un prophète selon sa volonté et conquerra le pays pour eux et ils viendront le restaurer dans la grandeur, et il y aura une grande terreur entre eux et les fils d' Esaü. » Le rabbin Simon répondit et dit : « Comment savons-nous qu'ils sont notre salut ? » Il répondit : « Le prophète Isaïe n'a-t-il pas dit ainsi : « Et il vit une troupe avec une paire de cavaliers, , etc. ? » Pourquoi a-t-il mis la troupe d'ânes avant la troupe de chameaux, alors qu'il n'avait qu'à dire :« Une troupe de chameaux et une troupe d'ânes » ? Mais quand lui, le cavalier sur le chameau sortait, le royaume surgirait à travers le cavalier sur un âne. Encore une fois : « une troupe d'ânes », puisqu'il monte sur un âne, montre qu'ils sont le salut d'Israël, comme le salut du cavalier sur un âne. »